# Qarabağlı (Ağsu)
Qarabağlı è un comune dell'Azerbaigian situato nel distretto di Ağsu. Conta una popolazione di 222 abitanti.